# Carli Lloyd
Carli Anne Hollins (Delran, Nueva Jersey, Estados Unidos; 16 de julio de 1982) es una exfutbolista estadounidense. Jugaba como centrocampista y delantera y su último equipo fue el NJ/NY Gotham FC de la National Women's Soccer League. 
Es dos veces medallista de oro olímpico (2008 y 2012), dos veces Campeona de la Copa Mundial Femenina de Fútbol (2015 y 2019), dos veces Jugadora del Año de la FIFA (2015 y 2016), y tres veces tiempo olímpico (2008, 2012 y 2016). Lloyd marcó los goles que dieron la medalla de oro en las finales de los Juegos Olímpicos de 2008 y de 2012. Lloyd también ayudó a Estados Unidos a ganar sus títulos en las Copas Mundiales Femeninas de la FIFA de 2015 y 2019, y jugó con el equipo en la Copa Mundial Femenina de la FIFA de 2011, en la que Estados Unidos terminó en segundo lugar. Lloyd disputó un total de 316 partidos con la selección de Estados Unidos, lo que la sitúa como la tercera en número de partidos, y es la cuarta que más goles y la séptima que más asistencias ha dado al equipo. En marzo de 2021, fue nombrada la futbolista mejor pagada del mundo.
Durante la victoria por 5-2 de Estados Unidos sobre Japón en la final de la Copa Mundial Femenina de la FIFA 2015, Lloyd se convirtió en la primera jugadora en marcar tres goles en una final de la Copa Mundial Femenina de la FIFA y en la segunda futbolista en marcar un triplete en cualquier final de la Copa Mundial de la FIFA de categoría absoluta, después de Geoff Hurst. Lloyd marcó tres goles en los primeros 16 minutos de la final, y los dos primeros se produjeron en los primeros cinco minutos del partido y con tres minutos de diferencia. Recibió el Trofeo del Balón de Oro como mejor jugadora del torneo y obtuvo la Bota de Plata por sus seis goles y una asistencia durante el torneo.
Anteriormente jugó en el Chicago Red Stars, el Sky Blue FC y el Atlanta Beat en la Women's Professional Soccer (WPS). En 2013, fue asignada al Western New York Flash para la temporada inaugural de la NWSL y ayudó a su equipo a ganar el campeonato de la temporada regular. Tras dos temporadas con el Flash, fue traspasada al Houston Dash antes de la temporada 2015 y luego al Sky Blue antes de la temporada 2018. Sus memorias, When Nobody Was Watching, se publicaron en septiembre de 2016.

## Primeros años
Hija de Stephen y Pamela Lloyd, Carli se crio en Delran Township, una pequeña comunidad situada en el sur de Jersey, a unos 20 minutos al noreste de Filadelfia. Lloyd empezó a jugar fútbol a los cinco años. La madre de Lloyd, Pamela, ha dicho sobre su contacto con el fútbol a una edad temprana: "A esa edad, era mixto, y Carli se juntaba con los chicos. Siempre le encantó y demostró mucha habilidad desde muy joven, pero también siempre ha trabajado duro". Lloyd tiene un hermano llamado Stephen y una hermana, Ashley. Lloyd asistió al partido inaugural de Estados Unidos de la Copa Mundial Femenina de Fútbol de 1999, que la inspiró a jugar con la selección nacional.
Lloyd asistió a la Escuela Secundaria Delran de 1997 a 2000, donde jugó fútbol bajo la tutela del fallecido Rudy "El Barón Rojo" Klobach. Como atleta de instituto, era conocida por su excepcional control del balón y su habilidad para distribuirlo desde el centro del campo. Durante su último año, marcó 26 goles y sirvió ocho asistencias mientras capitaneaba a su equipo para lograr un récord de 18-3. El Philadelphia Inquirer la nombró dos veces como Jugadora del Año de la Escuela Secundaria Femenina en 1999 y 2000. Fue nombrada dos veces miembro del primer equipo del Star-Ledger All-State y recibió los honores del Parade All-American en 1999 y 2000. En 2000, fue nombrada Jugadora del Año por el Courier-Post y Mediocampista del Año por la Asociación de Entrenadores de Fútbol del Sur de Jersey (SJSCA).

### Rutgers Scarlet Knights (2001–2004)
Lloyd asistió a la Universidad de Rutgers de 2001 a 2004 y jugó en el equipo de fútbol femenino Scarlet Knights bajo la dirección del entrenador Glenn Crooks. Fue nombrada miembro del primer equipo de la Big East durante cuatro años consecutivos, siendo la primera atleta de Rutgers en conseguirlo. Terminó su carrera universitaria como líder histórica de la escuela en puntos (117), goles (50) y disparos.
Durante su primera temporada, Lloyd fue titular en todos los partidos y fue la máxima goleadora del equipo con 15 goles para un total de 37 puntos. Fue nombrada en el Equipo de Novatos de Soccer America y fue la primera jugadora de Rutgers en obtener los honores de Novata del Año de la Big East. Como estudiante de segundo año, fue la máxima goleadora del equipo por segunda temporada consecutiva, con 12 goles y siete asistencias para 31 puntos. Ese mismo año, Lloyd fue finalista del Trofeo Hermann, considerado el mayor galardón para los futbolistas universitarios. Durante su tercera temporada con los Scarlet Knights, marcó 13 goles y dio 2 asistencias para un total de 28 puntos y fue nombrada All-Star Académica de la Big East. En el equipo mayor, fue titular en 18 de los 20 partidos que jugó, marcó 10 goles y dio una asistencia. Lloyd fue nombrada centrocampista del año 2004 de la Big East. Se licenció en Ciencias del Ejercicio y Estudios del Deporte en la Universidad de Rutgers.
En 2013, Lloyd fue incluida en el Salón de los Antiguos Alumnos Distinguidos de Rutgers.

## Carrera en Clubes

### Experiencia de la W-League (1999–2004)
Mientras todavía estaba en la escuela secundaria, Lloyd jugó para los equipos de la W-League Central Jersey Splash en 1999, New Brunswick Power en 2000 y South Jersey Banshees en 2001. En el verano anterior a su último año en Rutgers, Lloyd jugó para los Wildcats de Nueva Jersey en 2004 con sus compañeras de equipo Kelly Smith, Manya Makoski, Tobin Heath y Heather O'Reilly. Ella solo hizo una aparición para el club.

### Los años de WPS (2009–2011)
Con el regreso de una liga de fútbol profesional femenino de primer nivel a los Estados Unidos a través del fútbol profesional femenino, los derechos de juego de Lloyd se asignaron a las Red Stars de Chicago en 2008. Durante la temporada inaugural de la liga, comenzó en 14 de sus 16 apariciones para Chicago jugando un total de 1313 minutos en el campo. Ella anotó dos goles: uno en el minuto 23 de la victoria de su equipo por 4-0 sobre los Boston Breakers el 25 de abril; y el otro durante el minuto 24 de una derrota por 3-1 del Sol de Los Ángeles el 2 de agosto. Los Red Stars terminaron sextos en la temporada con un récord de 5–10–5.
Después de la conclusión de la temporada, Lloyd fue declarada agente libre y posteriormente firmó con su club estatal local y los Campeones de WPS 2009, Sky Blue FC, para la temporada 2010. En abril de 2010, durante un partido contra su antiguo equipo, Chicago Red Stars, Lloyd se resbaló y se rompió el tobillo. La lesión la mantuvo fuera del campo durante la mayor parte de la temporada, aunque regresó para dos juegos en septiembre.
En diciembre de 2010, Lloyd firmó con el equipo de expansión Atlanta Beat para la temporada 2011. Sobre su fichaje, el entrenador en jefe de Beat, James Galanis, dijo: "Ella es una fantástica centrocampista y alguien que está totalmente enfocada en el juego. La he conocido desde sus días de universidad y he tenido la oportunidad de entrenarla y mejorar su juego individualmente. Ha hecho muchos sacrificios fuera del campo para alcanzar sus sueños, y va a aportar mucha profesionalidad al equipo". Lloyd anotó dos goles en sus diez apariciones para el Beat. Marcó el único gol del equipo en la derrota por 4-1 ante los Boston Breakers el 9 de abril. Su segundo gol en la temporada fue durante el minuto 70 de un empate 2-2 contra el Western New York Flash. The Beat terminó su primera temporada en el último lugar con un récord de 1–13–4.

### Western New York Flash (2013–2014)
El 11 de enero de 2013, Lloyd se unió al Western New York Flash en la nueva Liga Nacional de Fútbol Femenino como parte de la Asignación de Jugadoras NWSL. Después de recuperarse de una lesión en el hombro sufrida a principios de año, Lloyd hizo su debut para el Flash el 12 de mayo de 2013 durante la derrota por 2-1 del equipo de FC Kansas City. Ella anotó su primer gol en un partido contra su antiguo club, el Sky Blue FC, ayudando a Flash a ganar 3-0. Durante un partido contra el Washington Spirit el 28 de junio, Lloyd anotó un hat trick que llevó al Flash a una victoria de 4-0. Posteriormente fue nombrada Jugadora NWSL de la Semana por su actuación.
Lloyd terminó la temporada 2013 con 10 goles, el tercer mayor número de goles marcados en la temporada. El Flash terminó primero durante la temporada regular con un récord de 10–4–8 y avanzó a los playoffs. Durante el partido de semifinales de The Flash contra el Sky Blue FC, Lloyd anotó los dos goles ganadores del juego de Flash: uno en el minuto 33 y el segundo durante el tiempo de detención. Sus dos goles resultaron en una victoria por 2-0 que adelantó a The Flash a la final del Campeonato contra el Portland Thorns FC. The Flash fueron derrotados 2-0 en la final.

### Houston Dash (2015-2017)

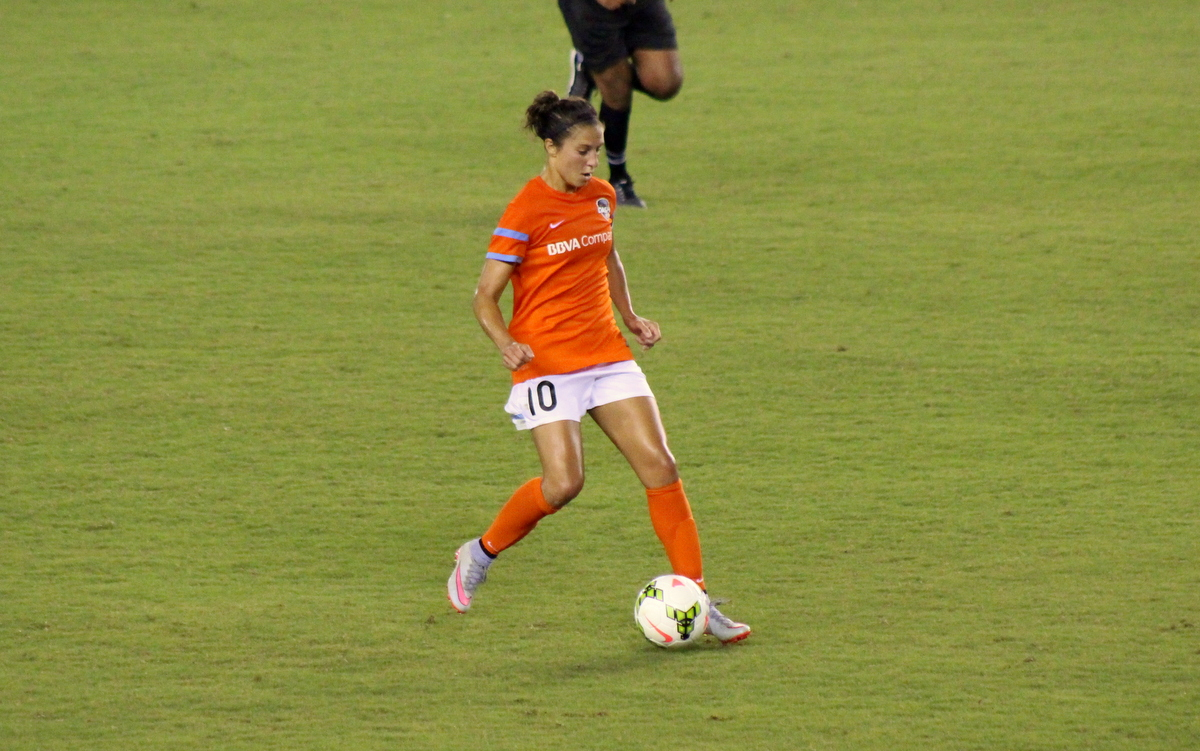
Lloyd jugando para el Houston Dash en septiembre del 2015

El 16 de octubre de 2014, Lloyd fue cambiada al Houston Dash a cambio de Becky Edwards, Whitney Engen y una selección de tercera ronda en el Draft de la NWSL College de 2016.

### Manchester City (2017)
En febrero de 2017, Lloyd se unió al Manchester City en préstamo para la FA WSL Spring Series. Mientras Lloyd estaba en el Manchester City, terminaron segundos en la WSL Spring Series y ganaron la Copa Femenina FA 2016–17, con Lloyd anotando en la final. La última aparición de Lloyd en el City se produjo el 21 de mayo, cuando fue expulsada por abofetear a Annie Heatherson de Yeovil Town en la cara. Lloyd fue suspendida por tres partidos por conducta violenta y se prolongó por el resto de su préstamo.

### Sky Blue FC (2018-)
El 18 de enero de 2018, Lloyd fue cambiada al Sky Blue FC junto con Janine Beckie por el Houston Dash en un intercambio de tres equipos con los Chicago Red Stars y el Sky Blue FC. Lloyd anotó 4 goles en 18 apariciones para Sky Blue en 2018. Marcó el único gol en una victoria por 1-0 sobre el Orlando Pride en el último día de la temporada NWSL 2018. Fue la primera y única victoria de Sky Blue de la temporada. Fue nombrada la NWSL Second XI 2018.

## Selección nacional

### Equipo nacional juvenil
Lloyd representó a los Estados Unidos en la categoría sub-21 antes de dar el salto al equipo mayor a la edad de 23 años. Como miembro del equipo sub-21, jugó en la Copa Nórdica cuatro veces ganando títulos consecutivos de 2002 a 2005 en Finlandia, Dinamarca, Islandia y Suecia, respectivamente. Durante la primera ronda de la Copa Nórdica de 2003, ella puso una asistencia en la victoria de los Estados Unidos por 1-0 contra Dinamarca. En la Copa Nórdica de 2004, marcó dos goles y sirvió una asistencia al comenzar como titular en cada partido. Al año siguiente, en la Copa Nórdica de 2005, anotó tres veces, incluido un gol durante el partido de Campeonato contra Noruega.

### Selección mayor

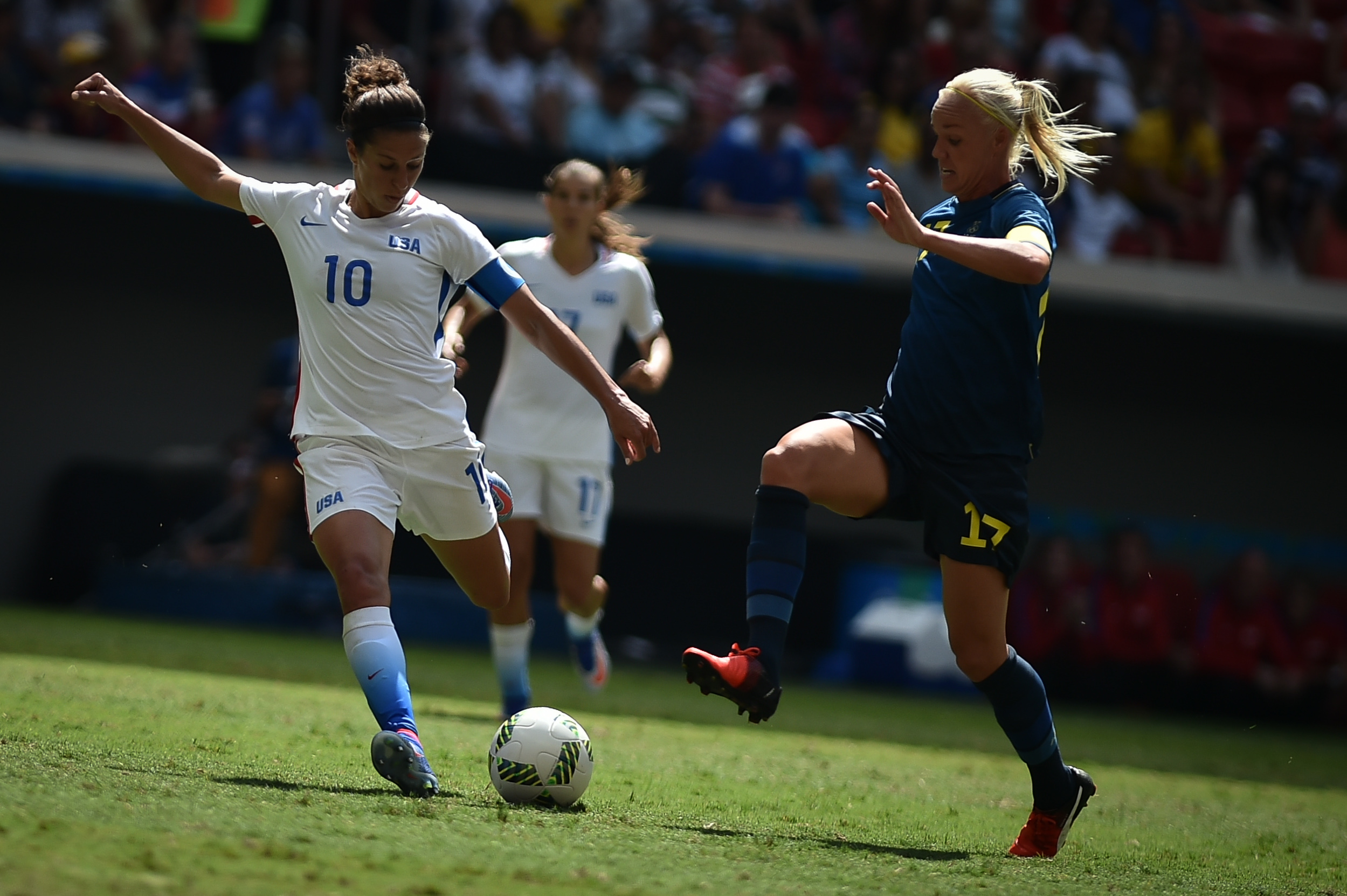
Lloyd durante un partido contra Suecia en los Juegos Olímpicos de Verano 2016 en Brasil en agosto de 2016

Lloyd hizo su primera aparición en el equipo nacional de fútbol femenino de los Estados Unidos el 10 de julio de 2005 contra Ucrania. Ella anotó su primer gol internacional el 1 de octubre de 2006 contra Taiwán. En el Torneo de las Cuatro Naciones de 2006, Lloyd ganó un tercer límite. Sus dos primeras aperturas de su carrera internacional llegaron en la Copa Algarve 2006, comenzando el juego grupal contra Dinamarca y en la final contra Alemania. Jugó en 19 juegos, comenzando 13 y marcó un gol.

### Copa Algarve y Copa Mundial Femenina de la FIFA, 2007
Después de anotar una vez en sus primeros 24 partidos con el equipo nacional, Lloyd anotó cuatro goles en la Copa Algarve 2007. Como la máxima anotadora del torneo, fue galardonada con los honores del torneo como Jugador más valioso. Lloyd registró su primer aparato ortopédico para el equipo nacional durante una victoria por 6-1 contra Nueva Zelanda.
El mismo año, Lloyd jugó en su primer torneo de la Copa Mundial Femenina de la FIFA. De cara al torneo, el equipo nacional no había recibido un gol en el tiempo reglamentario en casi tres años y fue considerado el favorito para ganar el torneo en China. Durante su primer partido del torneo, Estados Unidos empató a Corea del Norte 2–2. El equipo se enfrentó a Suecia en su próximo partido el 14 de septiembre y ganó 2-0 con dos goles de Abby Wambach. Estados Unidos terminó la fase de grupos con una victoria por 1-0 sobre el equipo nacional de fútbol femenino de Nigeria el 18 de septiembre.
Durante el partido de cuartos de final contra Inglaterra el 22 de septiembre, Estados Unidos ganó 3-0. Los tres goles se marcaron en 12 minutos. Estados Unidos se enfrentó a Brasil en la semifinal en lo que se convertiría en un partido controvertido y cambiante para el equipo. El entrenador Greg Ryan decidió dejar en la banca a la portero titular, Hope Solo, y en su lugar comenzó a Brianna Scurry, una arquera veterana que había comenzado en tres Copas del Mundo y dos Juegos Olímpicos, pero que había comenzado muy pocos partidos desde los Juegos Olímpicos de 2004. Estados Unidos fue derrotado 4-0 por Brasil. La derrota los relegó a un partido final contra Noruega, que ganaron 4–1, para asegurar el tercer lugar en el torneo. [59] [60] Lloyd comenzó tres de los cinco juegos en los que jugó en el torneo. Lloyd started three of the five games in which she played at the tournament.
A lo largo de 2007, Lloyd comenzó 13 de los 23 partidos en los que jugó. Ella ocupó el tercer lugar en el equipo con nueve goles y tres asistencias.

### Juegos Olímpicos de Pekín 2008
Durante el partido de Campeonato del Torneo de Clasificación Olímpica Femenina de CONCACAF, Lloyd marcó para los Estados Unidos el único gol durante el tiempo de detención con un tiro libre. Estados Unidos finalmente derrotó a Canadá 6–5 en tiros penales. Anotó dos goles durante los Juegos Olímpicos de 2008: el gol ganador del juego en la derrota por 1-0 del equipo de Japón durante la fase de grupos del torneo y otro gol ganador del juego en tiempo extra contra Brasil durante la final que ayudó a los Estados Unidos a ganar el oro.
Lloyd fue nombrada la Atleta de fútbol del año 2008 de los Estados Unidos junto con Tim Howard. Ella estaba en la alineación titular en los 35 juegos en los que jugó en 2008, empatando por el liderazgo del equipo en los partidos que comenzaron durante el año. Sus 2781 minutos en el campo para los Estados Unidos ocuparon el tercer lugar en el equipo en minutos jugados. Sus nueve goles y nueve asistencias resultaron en su mejor año de anotación en el equipo nacional.

### 100.ª carrera profesional y clasificación de la Copa Mundial Femenina de CONCACAF 2010
En 2009, el equipo nacional de los Estados Unidos compitió en ocho juegos, de los cuales Lloyd estaba en la alineación titular en cinco. En la Copa Algarve 2010, Lloyd marcó el gol de apertura del juego en la final ayudando a los Estados Unidos a hacerse con el título del Campeonato después de derrotar a Alemania 3–2.
Aunque sufrió una fractura de tobillo en el cuarto juego de la temporada WPS 2010 mientras jugaba para el Sky Blue FC, jugó en 15 partidos para los Estados Unidos en 2010, comenzando 14. Lloyd comenzó los cinco juegos en el Torneo Clasificatorio para la Copa Mundial Femenina CONCACAF 2010, anotando dos goles, incluido el único gol de los Estados Unidos durante el partido por el Campeonato. Terminó el torneo con cinco asistencias y fue nombrada Jugadora del Partido tres veces durante el torneo. Después de que Estados Unidos terminó tercero en el torneo, viajaron a Italia para competir por un lugar en la Copa Mundial Femenina de la FIFA 2011 en el desempate UEFA-CONCACAF contra Italia. Jugando cada minuto de la serie, Lloyd anotó tres goles con cinco asistencias durante la serie. Obtuvo su tope de carrera número 100 durante la segunda etapa de la serie.

### Copa Algarve, Torneo de las Cuatro Naciones y Copa Mundial Femenina de la FIFA, 2011

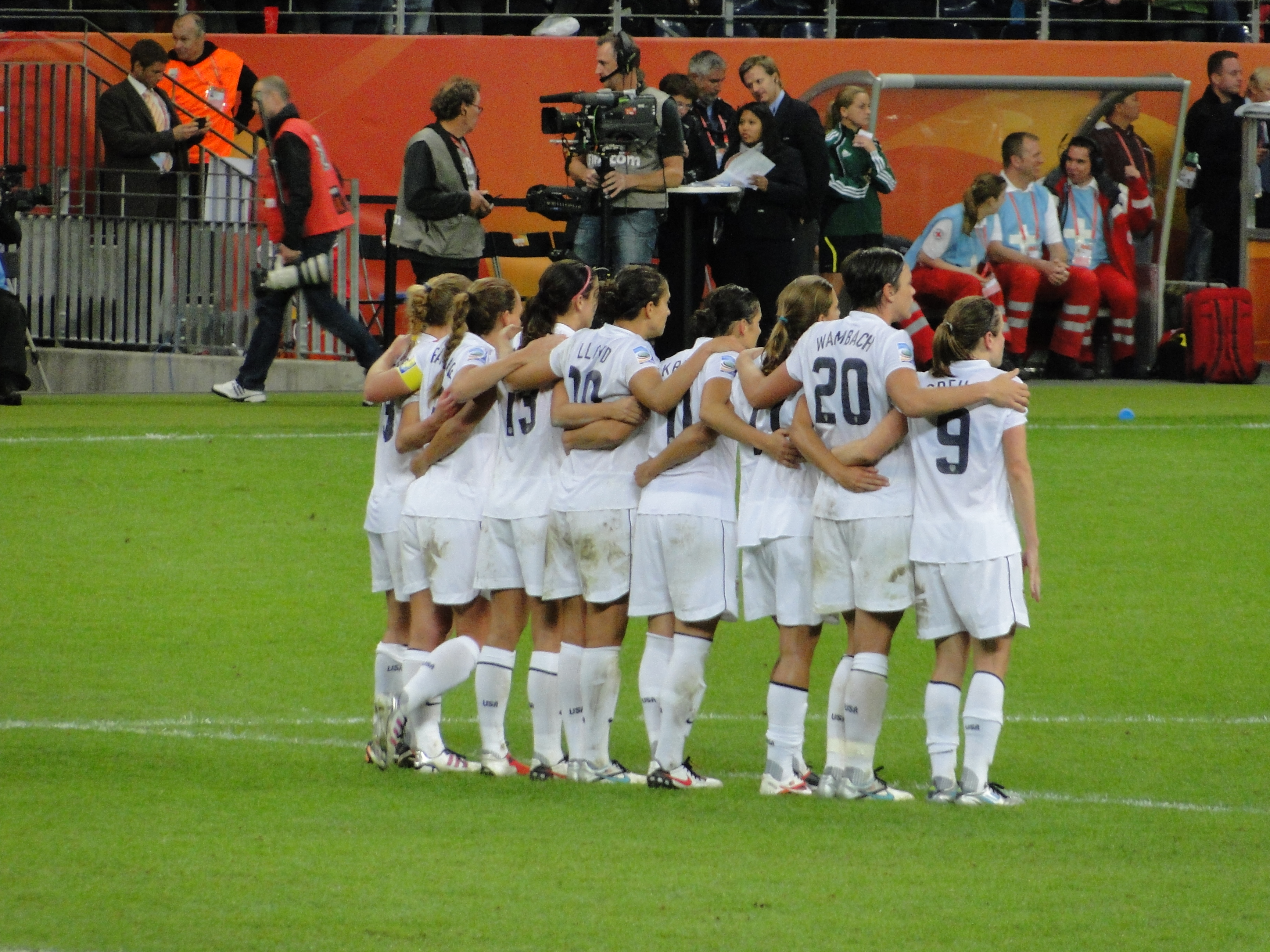
Lloyd (cuarta jugadora a la izquierda) prepares preparándose para la tanda de penales en la Copa Mundial Femenina de la FIFA 2011.

En 2011, el equipo de los Estados Unidos hizo los preparativos para la Copa Mundial Femenina de la FIFA 2011 y el entrenamiento comenzó con el Torneo de las Cuatro Naciones. Lloyd marcó el único gol para Estados Unidos en la derrota del partido inaugural ante Suecia. En el partido por el Campeonato, Estados Unidos derrotó a Canadá 2-0 con Lloyd anotando el primer gol y siendo nombrada Jugador del Partido.
En la Copa Algarve 2011, Lloyd anotó tres goles, incluido el primer gol en el partido por el Campeonato; posteriormente su gol fue nombrado el mejor gol del torneo. Fue nombrada jugadora del partido por segunda vez en el torneo. El equipo ganó la copa, convirtiéndola en su octava victoria del título.
En la Copa Mundial Femenina de la FIFA 2011, Lloyd marcó el gol final en una victoria por 3-0 contra Colombia para su primer gol en la Copa Mundial. A lo largo del torneo, ella contó una asistencia, un gol y un tiro penal exitoso en el tiroteo contra Brasil para enviar a los Estados Unidos a las semifinales contra Francia. En la final de la Copa del Mundo, después de terminar el partido empatado 2–2, Estados Unidos pasó a penales con Japón. Junto con dos compañeros de equipo que no pudieron convertir sus tiros penales, Lloyd mezcló el balón por encima del travesaño. Estados Unidos ganó la medalla de plata en el torneo.

### Torneo de Clasificación Olímpica de CONCACAF y Juegos Olímpicos de Londres, 2012

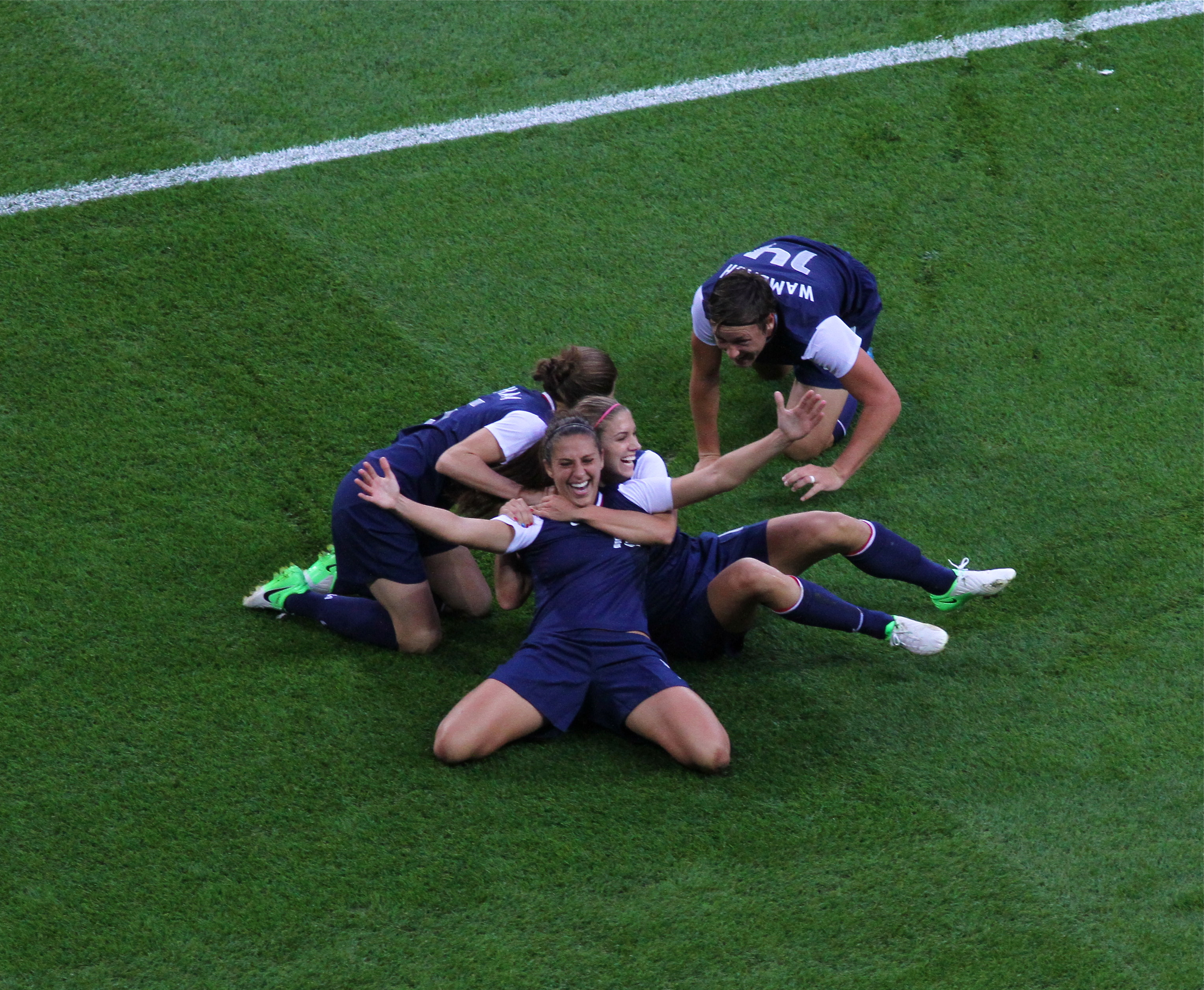
Carli Lloyd celebra en los Juegos Olímpicos de verano 2012 después de marcar un gol

El equipo nacional abrió 2012 con los Clasificatorios Olímpicos en Vancouver, Columbia Británica, Canadá. Estados Unidos se colocó en el Grupo B con República Dominicana, Guatemala y México. En el primer partido, Estados Unidos derrotó a la República Dominicana por un puntaje de 14-0 con Lloyd marcando un gol y una asistencia. En el segundo partido, Estados Unidos nuevamente derrotó a Guatemala 13-0 con Lloyd nuevamente encontrando el detrás de la red y brindando asistencia.
El juego para ganar el grupo y así jugar el equipo del segundo lugar del Grupo A ocurrió entre los Estados Unidos y México. Estados Unidos fue derrotado previamente por 2-1 por México durante la Copa Oro Femenina CONCACAF 2010. Esta vez, Estados Unidos venció a México 4-0 con Lloyd haciendo su primer triplete de su carrera. Posteriormente fue nombrada jugadora del partido.

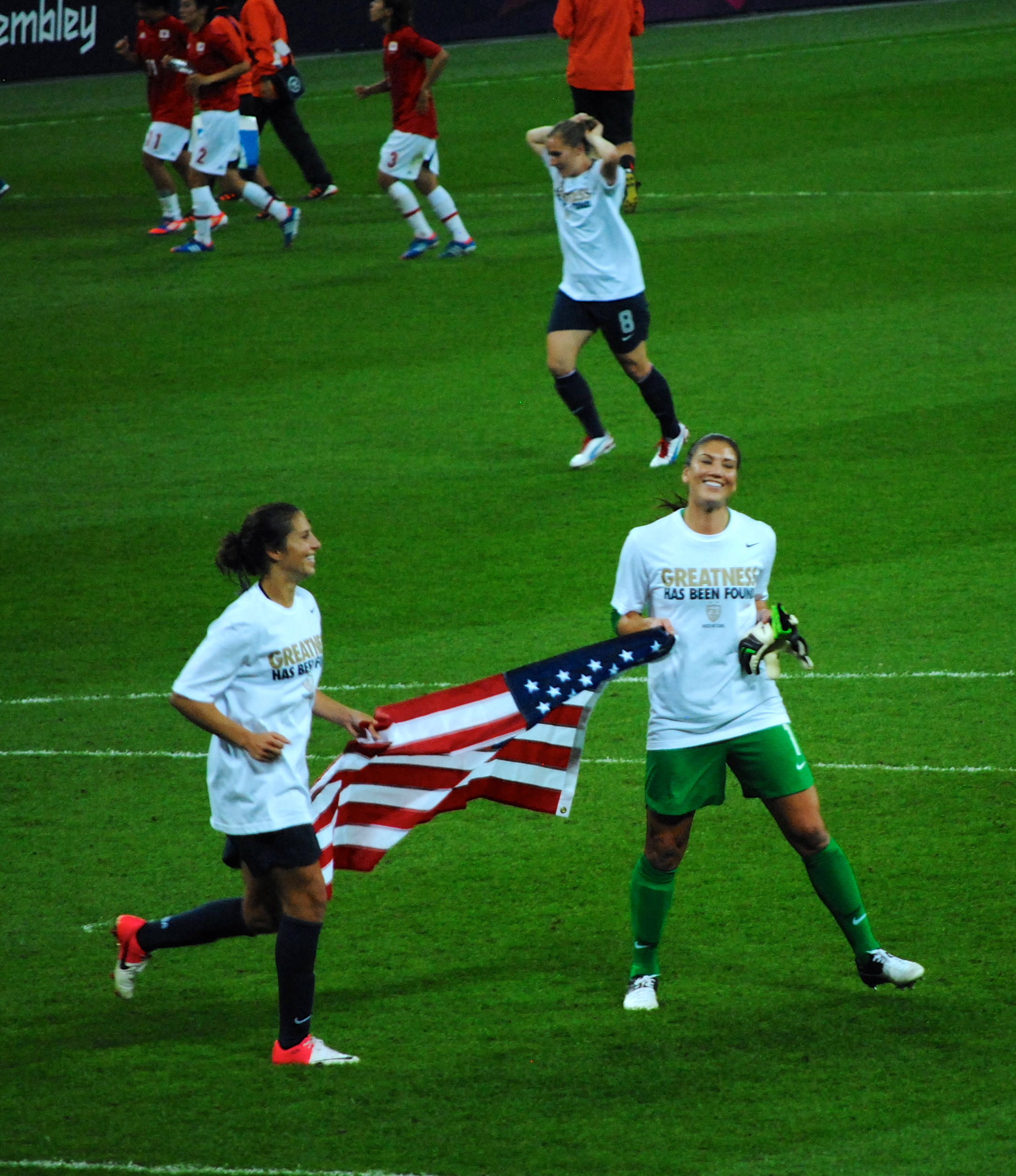
Lloyd y su compañera de equipo Hope Solo después de la final de los Juegos Olímpicos de Verano 2012

En la semifinal, Estados Unidos se enfrentó a Costa Rica. Durante la segunda mitad, Estados Unidos anotó dos goles, el segundo de Lloyd. Estados Unidos venció a Costa Rica 3-0 con Lloyd siendo nombrada jugadora del partido por segundo juego consecutivo. Durante el partido final contra Canadá, Estados Unidos derrotó a Canadá en casa 4-0 para pasar a los Juegos Olímpicos como los Campeones de CONCACAF. Lloyd terminó el torneo con seis goles y tres asistencias y empató en la delantera del equipo en goles marcados.
En los Juegos Olímpicos de verano de 2012 en Londres, Lloyd marcó el gol de la ventaja en el minuto 56 del partido inaugural del equipo contra Francia, para impulsar a Estados Unidos a una ventaja de 3-2; el partido terminó con un puntaje final de 4–2. Ella anotó su segundo gol del torneo contra Colombia durante la fase de grupos.
Durante el partido por la Medalla de Oro Olímpica contra Japón, jugado en el Estadio de Wembley de Londres, Lloyd anotó los dos goles estadounidenses en la victoria por 2-1 del equipo. Sus cuatro goles en el torneo empataron en el segundo más alto en el equipo estadounidense. Ella es la única jugadora (de cualquier género) en la historia en marcar el gol ganador del juego en dos partidos de medalla de oro olímpica por separado; su primera vez ocurrió durante la final de Pekín 2008 contra Brasil.
Después de anotar su 46° gol internacional en el minuto 13 de un amistoso contra Nueva Zelanda en octubre de 2013, Lloyd se convirtió en la centrocampista con mayor puntuación en la historia del equipo, superando a Julie Foudy, quien terminó su carrera con 45 goles.

### Copa Mundial de la FIFA 2015
En abril de 2015, Lloyd fue nombrado por el entrenador en jefe Jill Ellis para la lista de 23 jugadores para la Copa Mundial Femenina de la FIFA 2015 en Canadá. Lloyd fue la capitana del equipo durante cuatro de los partidos del equipo, incluidos los cuartos de final contra China, la semifinal contra Alemania y la final contra Japón y anotó seis goles durante el torneo, terminando el torneo en una racha de cuatro goles. que abarcó la etapa eliminatoria y que culminó con un triplete en los primeros 16 minutos del juego durante la final contra Japón. Reuters aclamó el último gol como "uno de los goles más notables jamás presenciados en una Copa Mundial Femenina", y presentó a Lloyd atrapando a la portero japonés Ayumi Kaihori fuera de su línea y sacándola prácticamente de la línea media.
Por sus esfuerzos para llevar a los Estados Unidos a un tercer título récord de la Copa Mundial, y el primero desde 1999, ganó el Balón de Oro como la mejor jugadora del torneo. Si bien los seis goles de Lloyd fueron suficientes para igualar a Celia Sasic como la máxima anotadora del torneo, Sasic ganó la Bota de Oro por jugar menos minutos y Lloyd recibió la Bota de Plata. Lloyd también se convirtió en la primera mujer en marcar un triplete en una final de la Copa del Mundo y en el primer jugador, hombre o mujer, en hacerlo desde que Geoff Hurst lo hizo por Inglaterra contra Alemania Occidental en la final de 1966 en Wembley. Además, su tercer gol le valió una nominación para el Premio Puskás, el premio anual de la FIFA al Gol del Año. 

### Copa Mundial de la FIFA 2019
Lloyd anotó en sus dos primeros juegos del torneo; uno contra Tailandia y dos contra Chile. Se convirtió en la primera jugadora en anotar en seis juegos consecutivos de la Copa Mundial Femenina.

### Participaciones en absoluta
| Competición                              | Sede        | Resultado        | Partidos | Goles |
| ---------------------------------------- | ----------- | ---------------- | -------- | ----- |
| Copa Mundial Femenina de Fútbol de 2007  | China       | Tercer puesto    | 5        | 0     |
| Juegos Olímpicos de Pekín 2008           | China       | Medalla de Oro   | 6        | 2     |
| Premundial Femenino CONCACAF de 2010     | México      | Tercer puesto    | 5        | 2     |
| Copa Mundial de Fútbol de 2011           | Alemania    | Subcampeona      | 6        | 1     |
| Preolímpico Femenino de CONCACAF de 2012 | Canadá      | Campeona         | 5        | 6     |
| Juegos Olímpicos de Londres 2012         | Reino Unido | Medalla de Oro   | 6        | 4     |
| Premundial Femenino CONCACAF de 2014     | México      | Campeona         | 5        | 5     |
| Copa Mundial de Fútbol de 2015           | Canadá      | Campeona         | 7        | 6     |
| Juegos Olímpicos de Río de Janeiro 2016  | Brasil      | Cuartos de final | 4        | 2     |
| Copa Mundial de Fútbol de 2019           | Francia     | Campeona         | 7        | 3     |

## Palmarés

### Títulos internacionales
| Título           | Equipo         | Sede        | Año  |
| ---------------- | -------------- | ----------- | ---- |
| Juegos Olímpicos | Estados Unidos | China       | 2008 |
| Juegos Olímpicos | Estados Unidos | Reino Unido | 2012 |
| Copa Mundial     | Estados Unidos | Canadá      | 2015 |
| Copa Mundial     | Estados Unidos | Francia     | 2019 |
| Juegos Olímpicos | Estados Unidos | Tokio       | 2020 |

### Distinciones individuales
| Distinción                                    | Año  |
| --------------------------------------------- | ---- |
| Futbolista del Año en Estados Unidos          | 2008 |
| Balón de Oro en la Copa Mundial               | 2015 |
| Bota de Plata en la Copa Mundial              | 2015 |
| Futbolista del Año en Estados Unidos          | 2015 |
| Mejor Creadora de Juego del Año para la IFFHS | 2015 |
| FIFA Balón de Oro                             | 2015 |
| Jugadora del Año de CONCACAF                  | 2015 |
| Gol del Año de CONCACAF                       | 2015 |
| XI Ideal Femenino CONCACAF                    | 2015 |
| Premio The Best Femenino FIFA                 | 2016 |

## Estilo de juego
Aunque inicialmente fue criticada por ser inconsistente al comienzo de su carrera y por perder la posesión con demasiada facilidad, Lloyd se convirtió más tarde en una de los mejores jugadoras del mundo y es muy apreciada en particular por su excelente determinación, fortaleza mental y trabajo-ética. Una jugadora tenaz, enérgica y trabajadora, también es conocida por su control, técnica y precisión de pase, y es capaz de ayudar a su equipo tanto a la defensiva como a la ofensiva, debido a su resistencia, fuerza y tacleadas, así como su habilidad para entrar en buenas posiciones de ataque y marcar goles o crear oportunidades para sus compañeras de equipo. Estas habilidades, junto con su versatilidad táctica, le permiten desplegarse en varias posiciones en el centro del campo; aunque comenzó su carrera en el centro, como centrocampista defensivo, se siente más cómoda cuando se la mueve a un rol más avanzado, como centrocampista ofensivo detrás de los delanteros. Lloyd también se ha ganado una reputación como "jugadora de embrague", debido a su tendencia a marcar goles decisivos, una poderosa delantera del balón, es capaz de anotar desde cualquier posición en el campo y puede terminar bien tanto con su cabeza y sus pies dentro del área.

## Vida personal

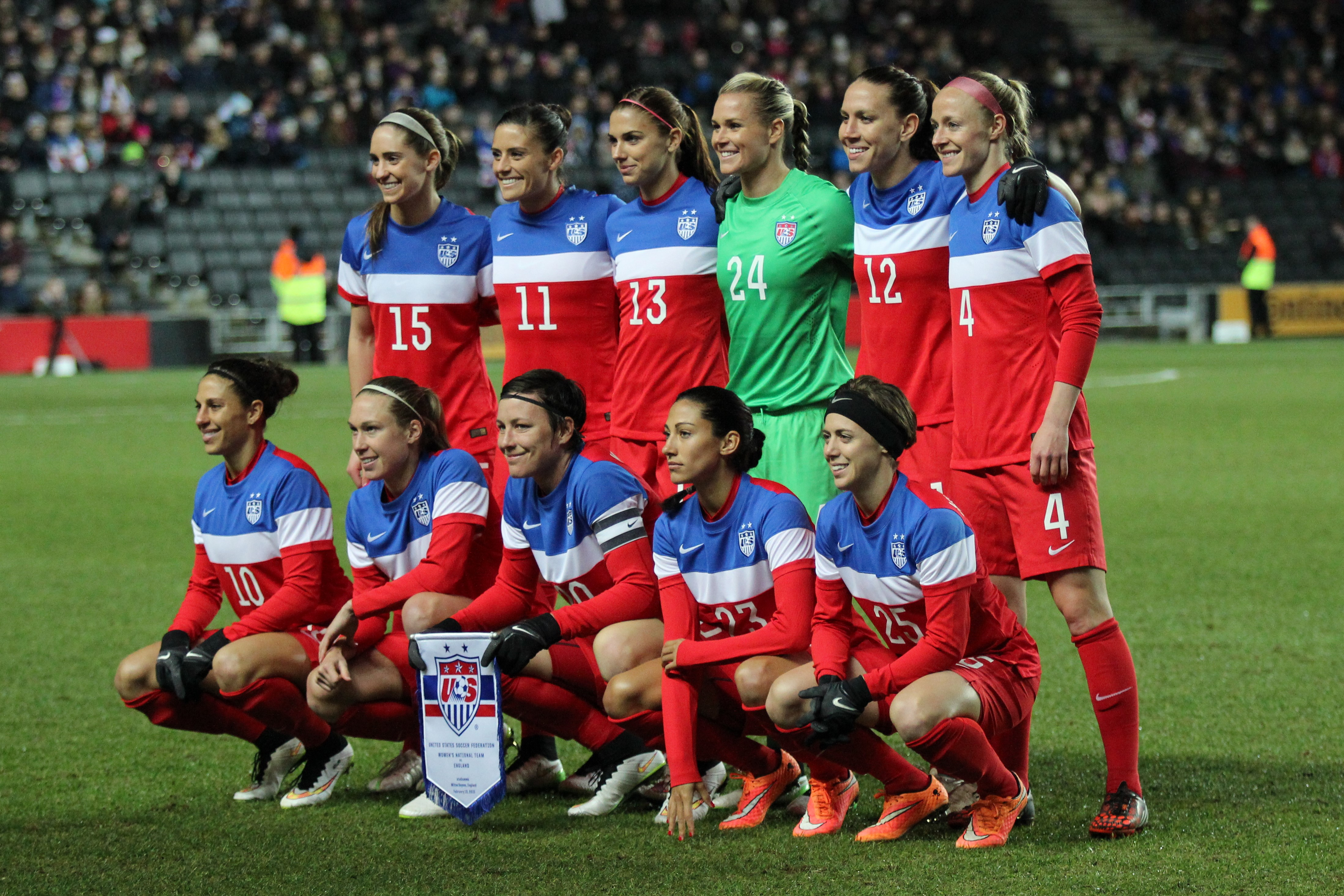
Carli Lloyd con la selección estadounidense, en un amistoso contra Inglaterra, disputado en 2015.

Lloyd vive con su esposo, el golfista Brian Hollins, en Mount Laurel, Nueva Jersey. Se casó con él el 4 de noviembre de 2016 en Puerto Morelos, México. Ha realizado trabajos filantrópicos para Hábitat para la Humanidad.

## Otros Medios

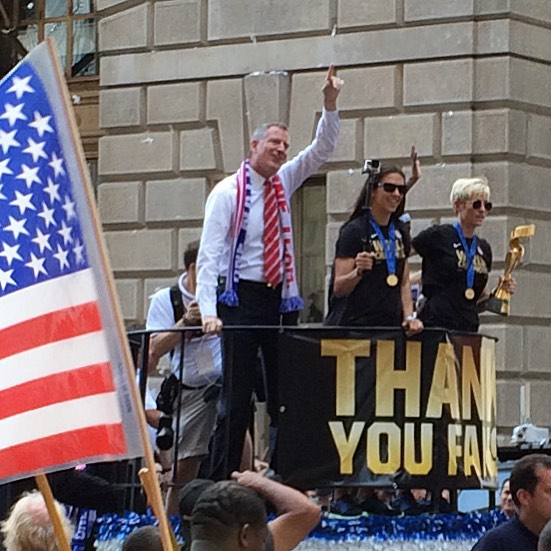
Lloyd celebrando la victoria en la Copa Mundial Femenina de Fútbol en New York City en julio de 2015

### Endosos
Lloyd actualmente ha tenido un acuerdo de patrocinio con Nike durante varios años.  En 2011, fue el foco de una función promocional para la compañía deportiva titulada, "La presión nos hace: Carli Lloyd". Después de la Copa Mundial Femenina de la FIFA 2015, Lloyd protagonizó un comercial para Xfinity y firmó un acuerdo de patrocinio con Visa. En agosto de 2015, coprotagonizó un comercial de Nike llamado Snow Day que también presentaba a Rob Gronkowski y su compañera de equipo Sydney Leroux. En abril de 2016, fue nombrada embajadora de la marca Lifeway y apareció en un comercial de televisión para Heineken el mismo año. Ella tiene una sociedad con Whole Foods Market y apareció en un comercial de televisión para United Airlines. En junio de 2016, se unió a Michael Phelps en acuerdos de asociación con Krave Jerky. También tiene acuerdos de patrocinio con Beats by Dre, Kind, y NJM Insurance

### Revistas, televisión y videojuegos
Lloyd ha aparecido en las revistas Glamour, Shape, y Sports Illustrated. Ella estaba en las portadas de Howler Magazine y Sports Illustrated. En 2012, apareció en una función de ESPN llamada Title IX is Mine: USWNT. Lloyd ha aparecido en numerosos programas de televisión, incluyendo: Good Morning America, The Daily Show con Jon Stewart, Live with Kelly and Michael, The Today Show, Late Night with Seth Meyers, Late Late Show with James Corden.
Lloyd apareció junto con sus compañeras de equipo nacional en la serie de videojuegos FIFA de EA Sports en FIFA 16, la primera vez que las jugadoras fueron incluidas en el juego. En septiembre de 2015, EA Sports la clasificó como la jugadora número 1 en el juego.

### Desfile de cintas de teletipo y honor de la Casa Blanca
Tras la victoria de los Estados Unidos en la Copa Mundial Femenina de la FIFA 2015, Lloyd y sus compañeras se convirtieron en el primer equipo deportivo femenino en ser honrado con un desfile de cintas en la ciudad de Nueva York. Cada jugadora recibió una llave de la ciudad del alcalde Bill de Blasio. En octubre del mismo año, el equipo fue honrado por el presidente Barack Obama en la Casa Blanca.